# Église Saint-Pierre de Coatréven
Pour les articles homonymes, voir Église Saint-Pierre.
L’église Saint-Pierre est un édifice religieux catholique situé à Coatréven, en région Bretagne, en France.

## Localisation
L'église est située dans le département français des Côtes d'Armor, sur la commune de Coatréven, en Bretagne.
Elle constitue le cœur du bourg, jouxte la mairie, sise à l'ouest, et est actuellement bordée par la rue de l'église, qui la contourne à l'est et au sud. Son placître, ceinturé d'un enclos, fait office de cimetière.

## Historique

### Renaissance
L'église est construite au XVIe siècle. Le bâtiment est en forme de croix latine et orienté. Son chevet est plat. Elle est voûtée d'un lambris en berceau.

### XVIIIesiècle
En 1740, le porche sud est ajouté à l'édifice, et, en 1743, le clocher-pignon, d'inspiration vaguement classique avec ses lignes horizontales et verticales et son ouverture en plein cintre, est construit. La balustrade de ce clocher, ainsi que la tourelle d'escalier permettant d'y accéder, surmontée d'un dôme, constituent des éléments architecturaux typiques de la région du Trégor.

## Architecture

### L'église
Bâtie au XVIe siècle, l'église connaît de nombreuses modifications au fil des siècles. En 1844 et 1845, le lambris, les enduits intérieurs, le pavage et la toiture sont restaurés. En 1922 et 1923, les deux transepts nord sont remontés.

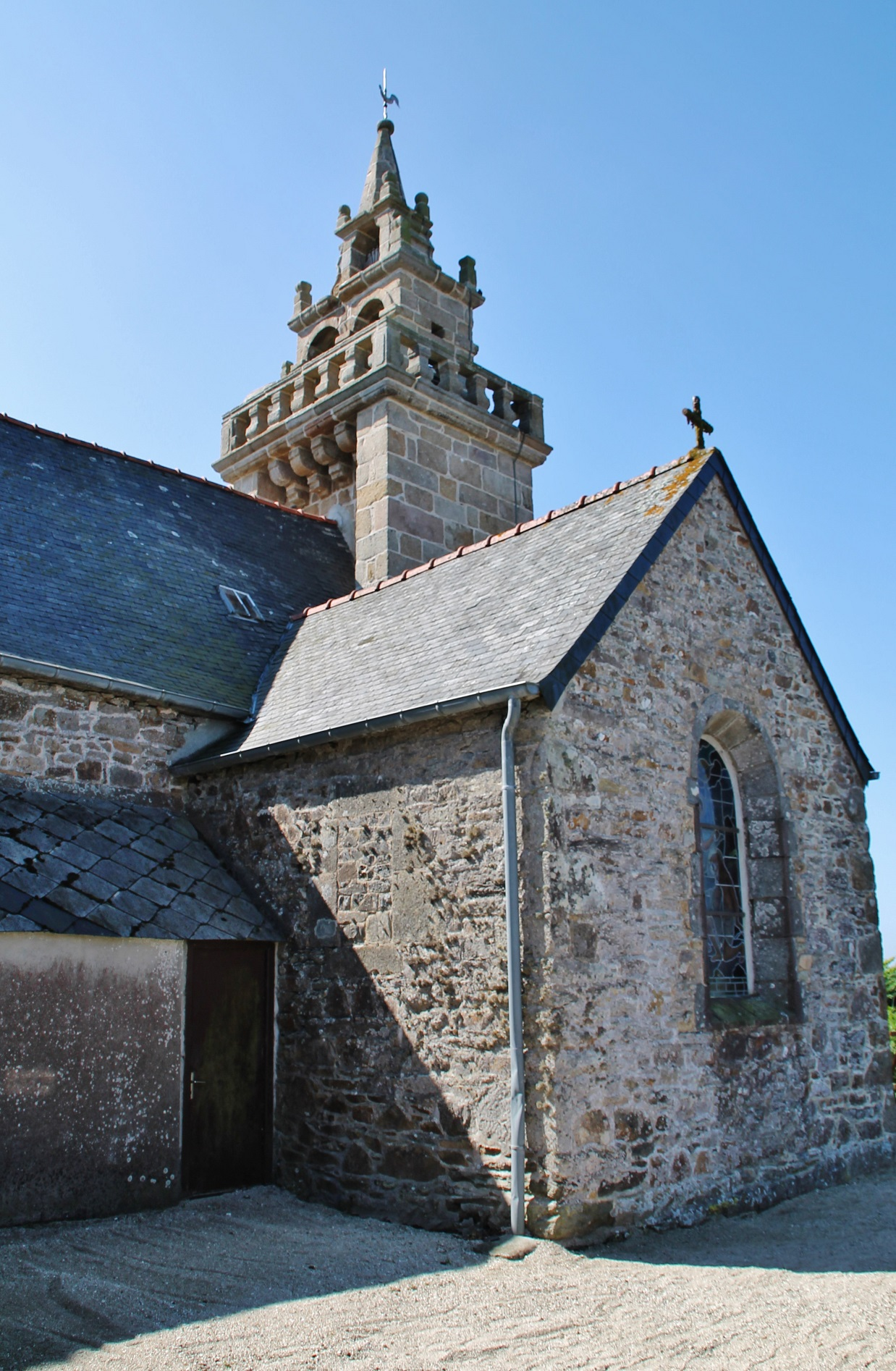
Transept nord-ouest.
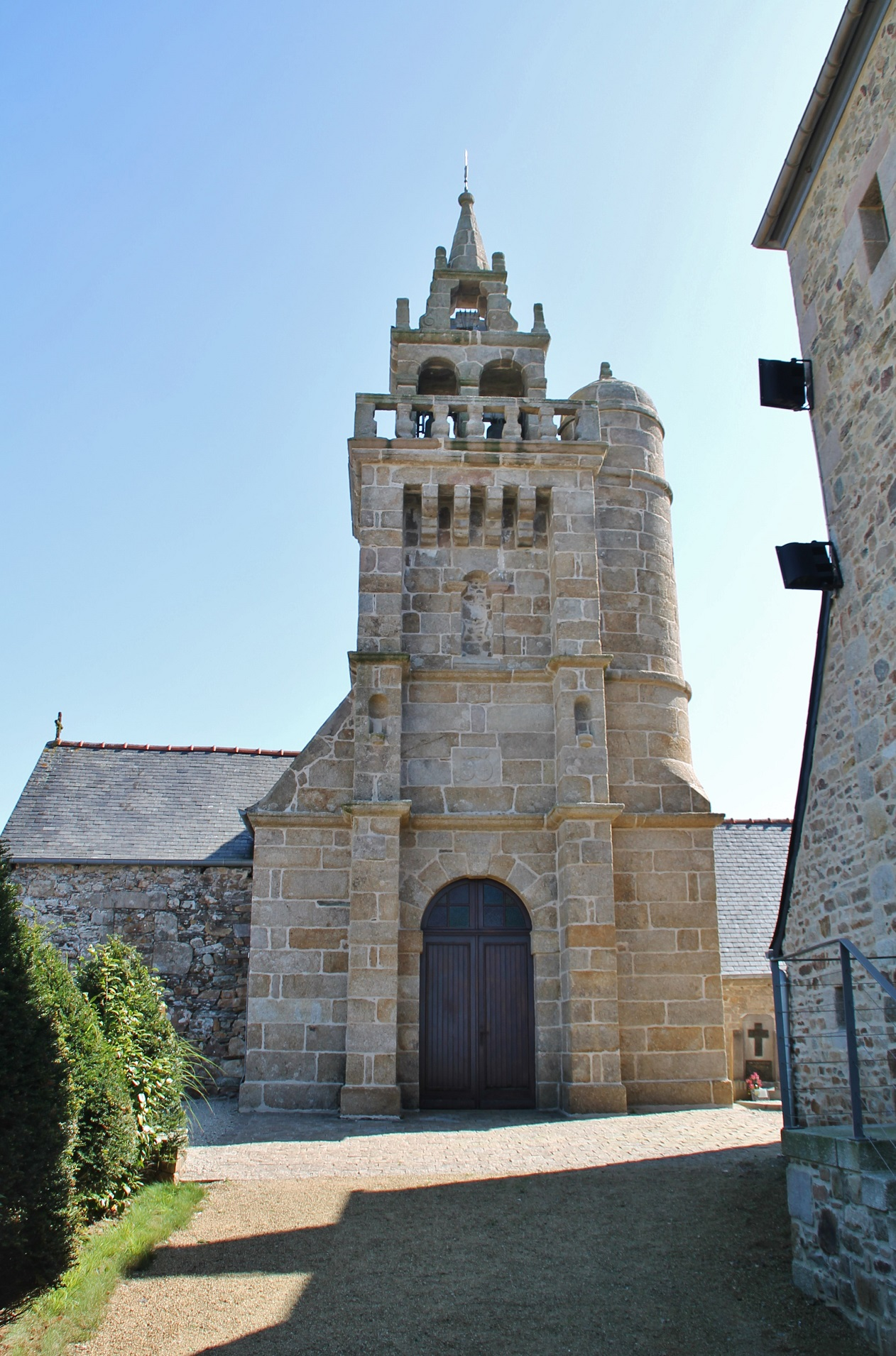
Porche et clocher pignon ouest (XVIIIe siècle).
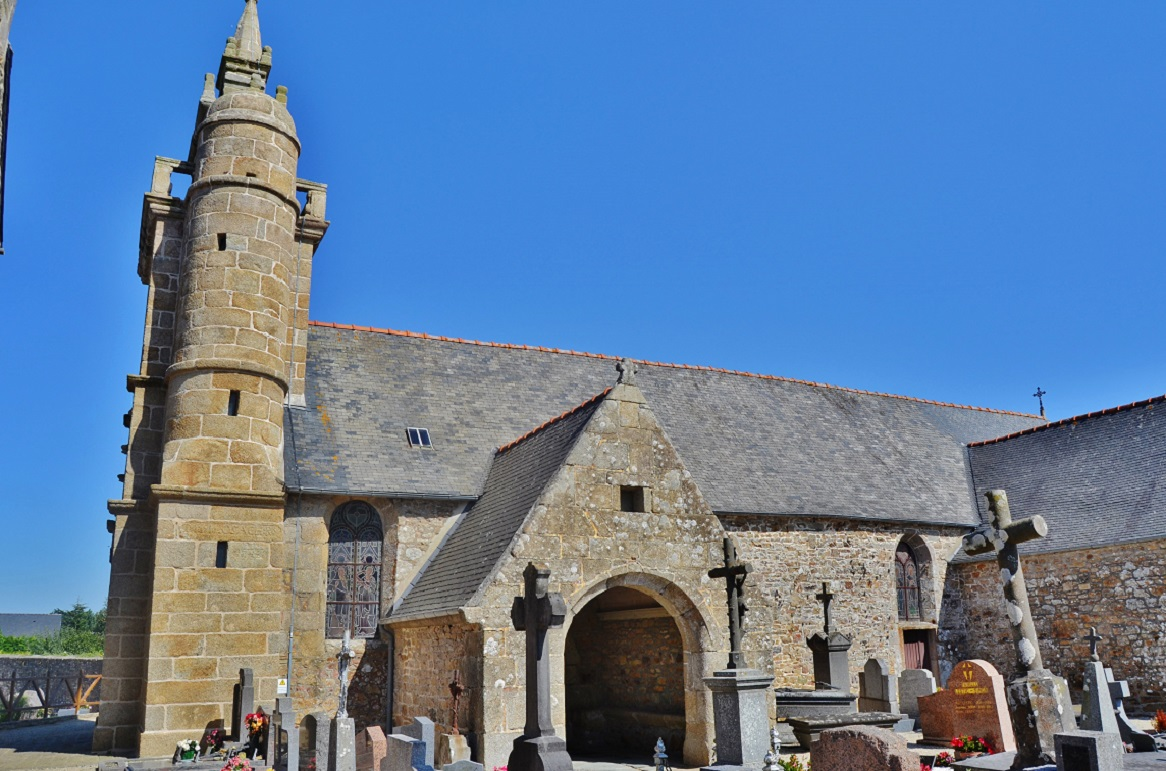
Façade sud.
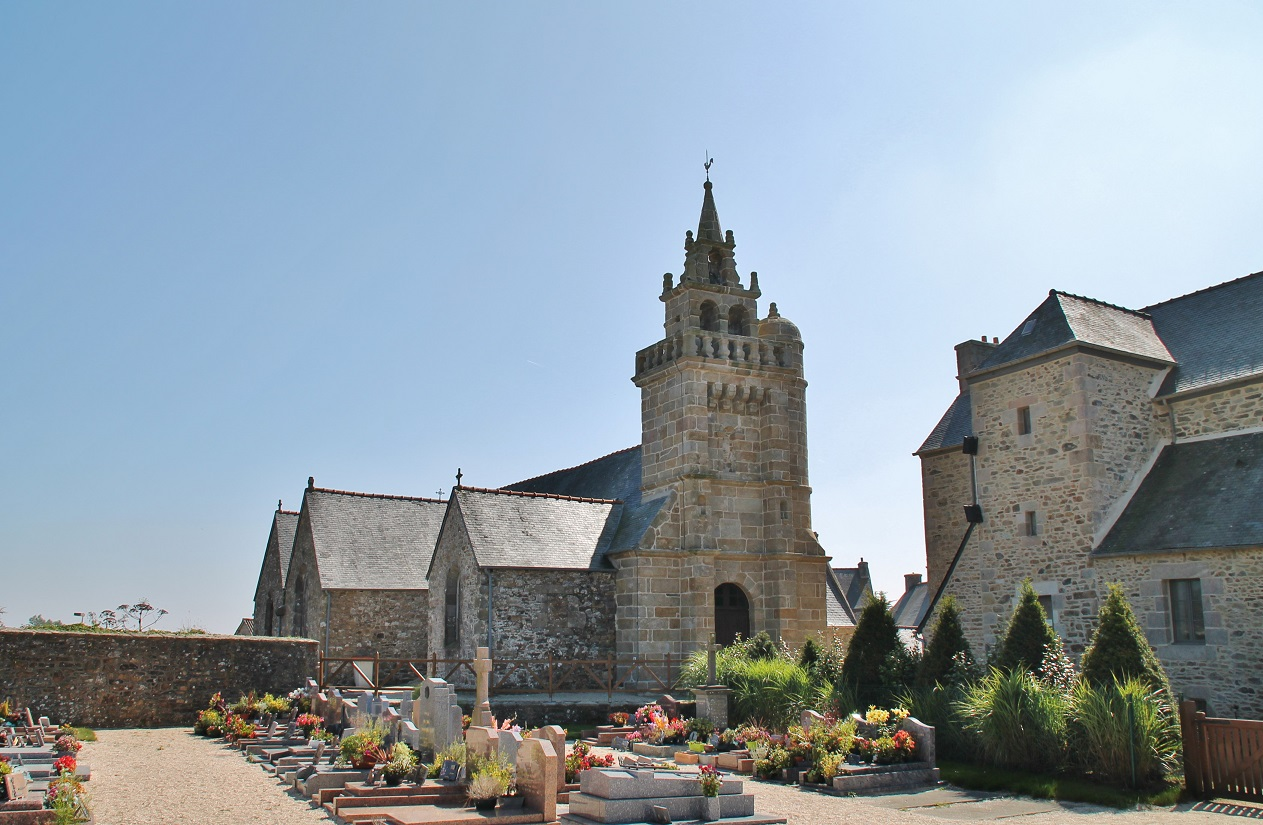
Vue du nord-ouest.
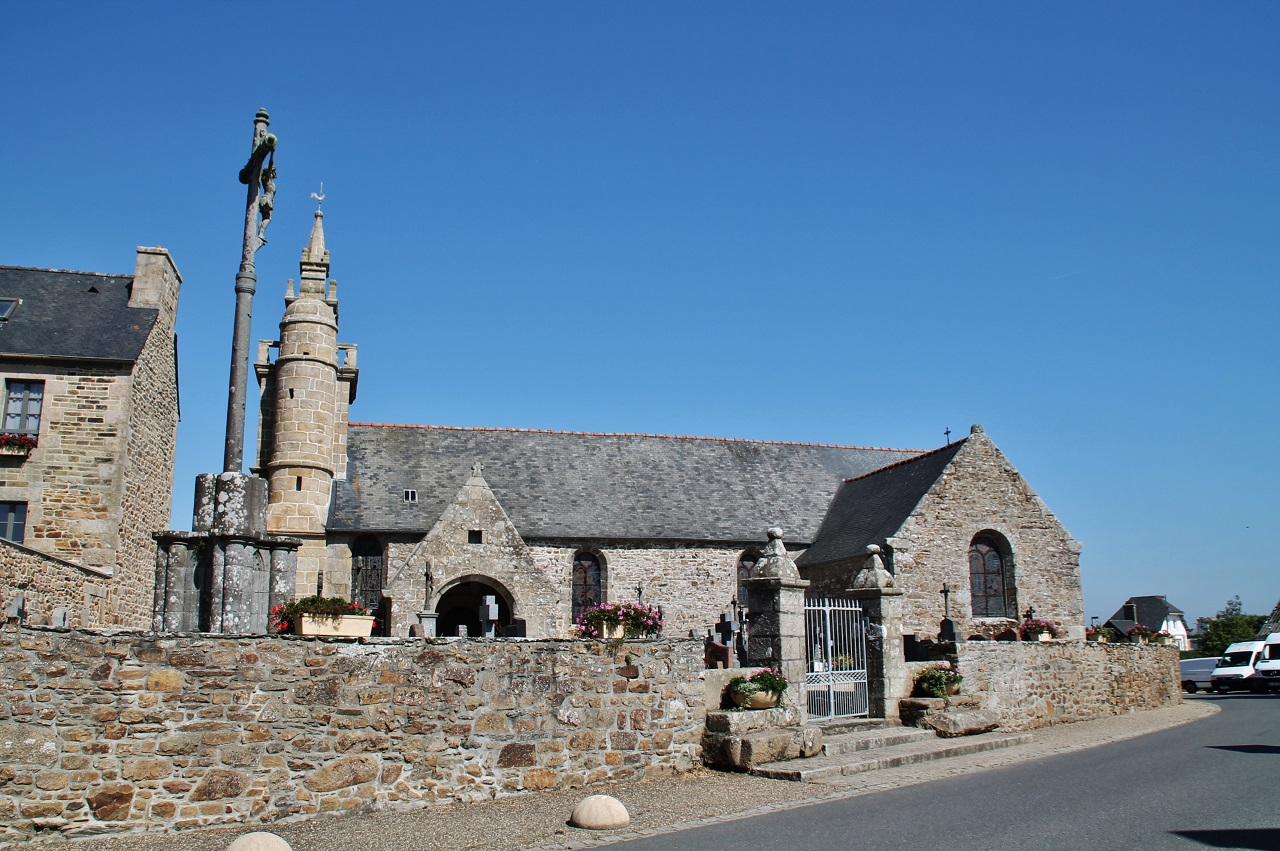
Façade sud.

### L'enclos
L'enclos paroissial de Coatréven, bien que fort modeste, présente un mur d'enceinte, une entrée, plutôt au sud, jouxtée d'échaliers — tout comme pour l'entrée est —, un calvaire, et conserve son cimetière, avec notamment la tombe de l'abbé Rumeur, considéré localement comme un saint homme. D'après la tradition, on y faisait asseoir les enfants qui tardaient à marcher.

## Mobilier
Un maître-autel, de la fin du XVIIe siècle, est surmonté d'un retable représentant une Assomption. Les niches latérales de ce retable abritent les statues de saint Pierre et de Notre-Dame de Bonne Nouvelle,. Dans le transept nord, un second autel daté de 1696, également surmonté d'un retable, est visible. Ces deux retables ont comme point commun l'incrustation d'ossements dans leurs angles. Sur l'autel principal, une croix d'autel en bronze fondu et argenté, du XVIIIe siècle, est classée.
Est également visible une vierge à l'enfant en bois polychrome, du XVIIe siècle, l'enfant tenant le globe dans sa main gauche.
Un groupe sculpté représentant sainte Anne et la Vierge, en bois polychrome, date du début du XIXe siècle.
Un tableau représentant Yves-Marie Croc (1829-1885), vicaire apostolique du XIXe siècle, né à Pouldouaran en Coatréven, membre des missions étrangères de Paris et missionnaire en Asie entre 1854 et 1885, datant des années 1870, est visible dans l'église.
En 1938, un orgue, création de l'entreprise Debierre Gloton, est installé dans la tribune de la nef, et inauguré le 16 avril 1939 d'après l'inscription apposée sur le buffet.
De 2017 à 2018, en raison des travaux de restauration de l'édifice, le mobilier est déposé à la chapelle de la Rade en Perros-Guirec.

## Protection
Une partie de l'édifice est inscrite au titre des monuments historiques en 1926 : il s'agit du clocher et du porche, de style typiquement trégorois. Par la suite, l'édifice fait l'objet de restaurations « malheureuses » au cours du XXe siècle comme la surélévation d'une partie du sol ou encore un rejointoiement au ciment des murs qui rend difficile l'évacuation de l'humidité : un document de la DRAC parle même d'« avanies ». En octobre 2013, une tornade souffle une partie de la couverture de l'église, côté nord notamment. Le 24 octobre 2016, l'ensemble de l'édifice et de son enclos sont inscrits monument historique. Les vitraux, la voûte lambrissée, la charpente et la toiture sont restaurés en 2017-2018.